# Ocalemia vigilans
Ocalemia vigilans là một loài bọ cánh cứng trong họ Cerambycidae.